# آن‌ها عبور نخواهند کرد

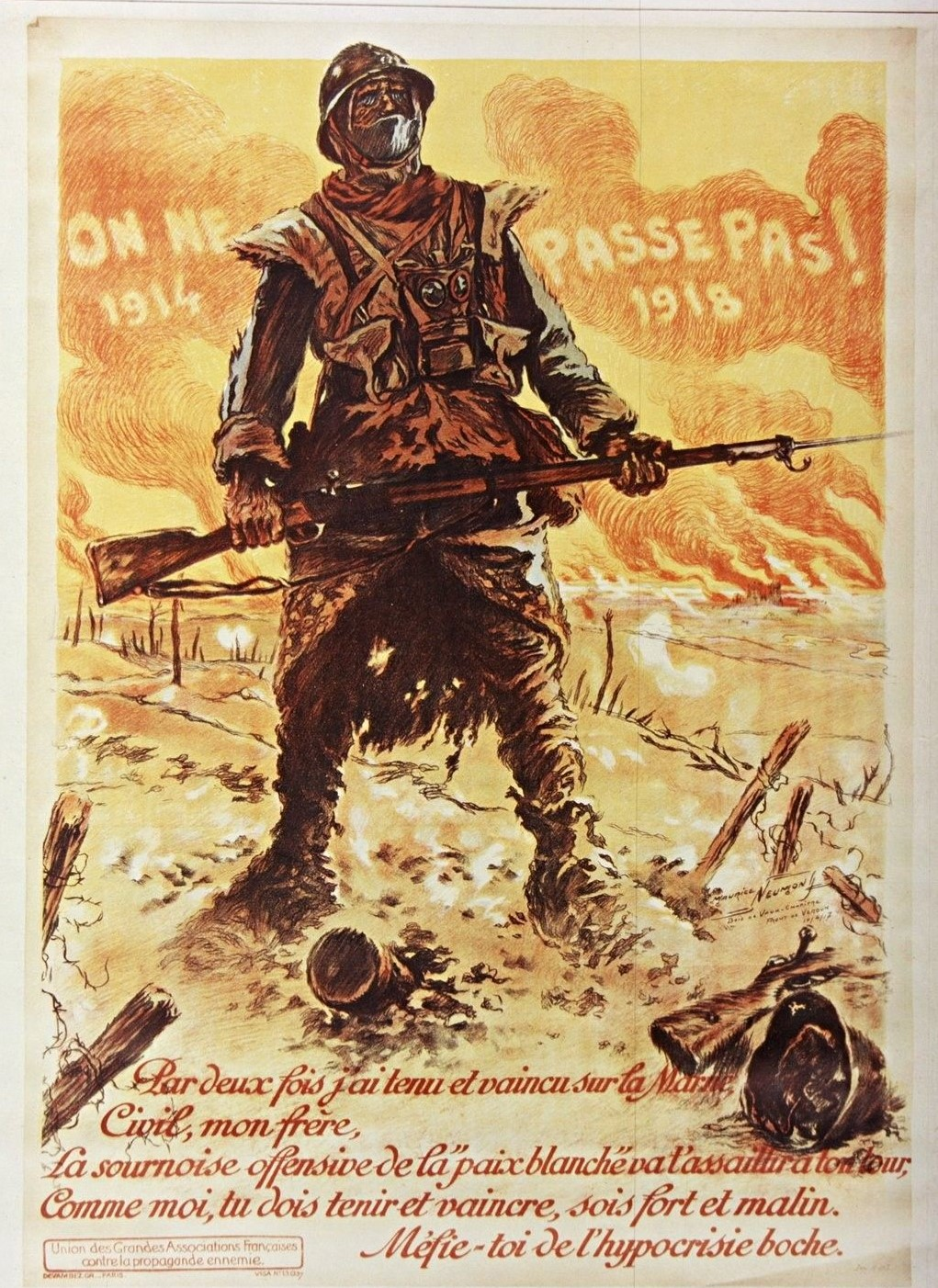
On ne passe pas ! پوستر تبلیغاتی فرانسوی

آن‌ها عبور نخواهند کرد (به فرانسوی: !On ne passe pas)،(به اسپانیایی: ¡No pasarán!)،(به رومانیایی: !Pe aici nu se trece) شعاری است که جهت اعلام عزم راسخ برای دفاع از یک موقعیت در برابر نیروهای دشمن داده می‌شود.
در فرانسه !On ne pas که تقریباً به معنی «یک نفر هم عبور نخواهد کرد» می‌شود اصطلاحی معمول در نزد نظامیان جهت بیان عملیات ممانعت است. پس از آنکه ژنرال فرانسوی رابرت نیول در جریان نبرد وردن طی جنگ جهانی اول این عبارت را به کار برد به سرعت این جمله معروف گشت و جهت امور تبلیغاتی به کار گرفته شد. نیروهای رومانیایی هم در نبرد مرششت اصطلاح «از اینجا کسی عبور نخواهد کرد» را استفاده نمودند.
در دهه ۱۹۳۰ میلادی طی جنگ داخلی اسپانیا و در هنگام محاصره مادرید دولوریس ایباروری از اعضا حزب کمونیست اسپانیا سخنرانی مشهور خودش با عنوان ¡No pasarán! را در ۱۸ ژوئیه ۱۹۳۶ ادا کرد که پس از تصرف مادرید توسط نیروهای فاشیست، آن‌ها شعار خود "Hemos pasado" «ما عبور کردیم» را در جواب شعار دولوریس ایجاد کردند.
عبارت ¡No pasarán! همچنین در جریان نبرد خیابان کابل در اکتبر ۱۹۳۹ در لندن توسط نیروهای ضد فاشیست به کار برده شد و سال‌ها بعد در جریان جنگ داخلی نیکاراگوئا هم مورد استفاده قرار گرفت.

## نگارخانه

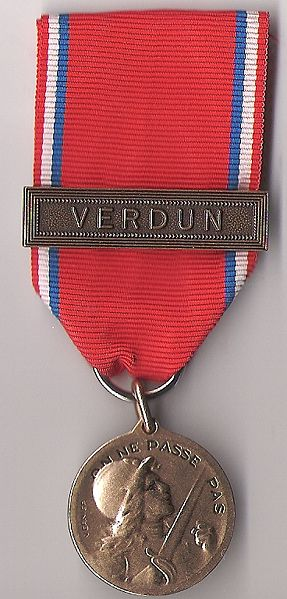
On ne passe pas! مدال فرانسوی برای نبرد وردن
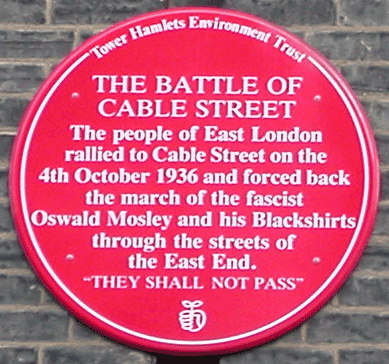
پلاک قرمز جهت یادآوری نبرد خیابان کابل
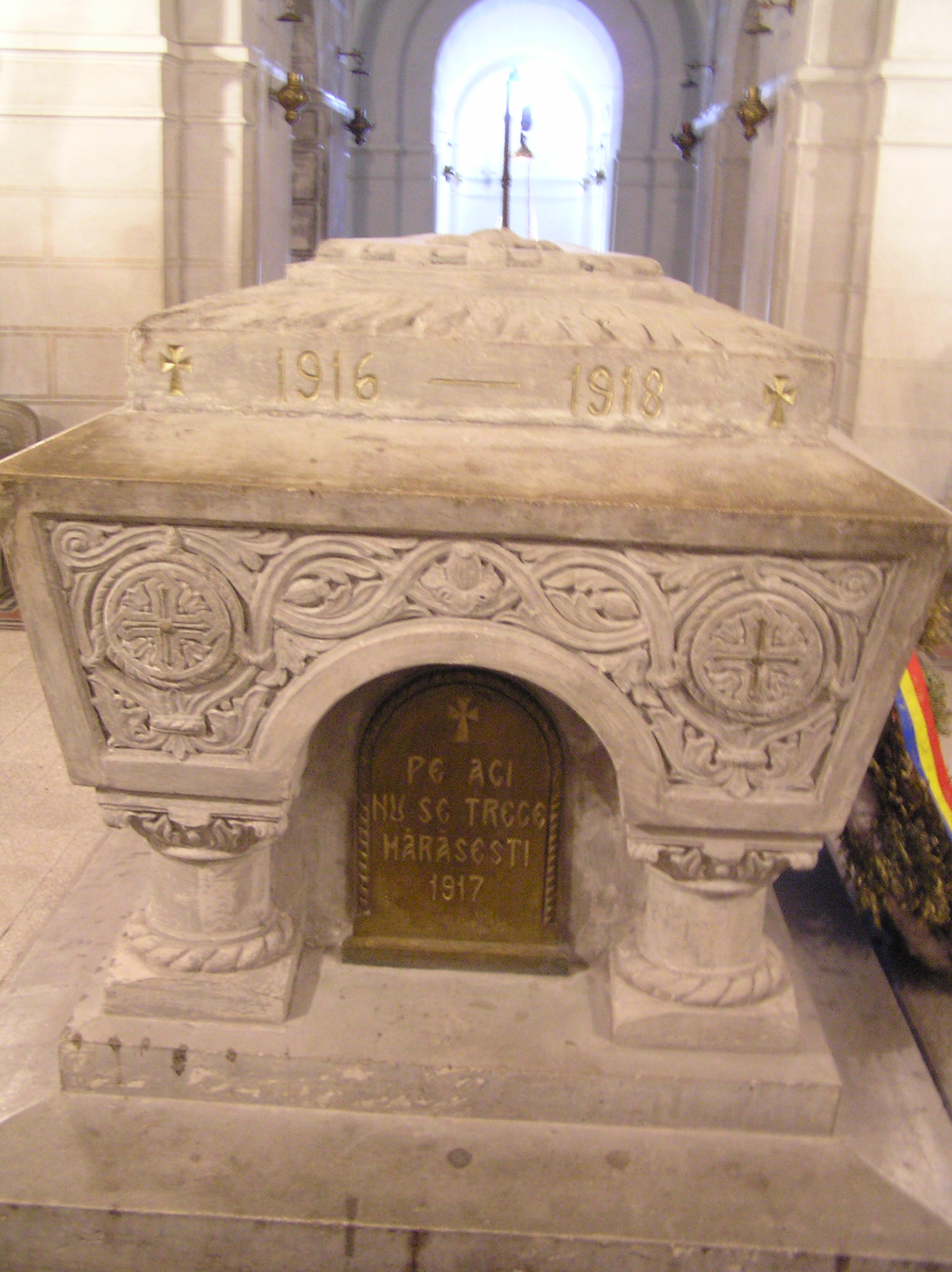
مقبره سرباز گمنام رومانیایی